# 朱豪㙨
益阳懿简王朱豪㙨（1438年—1469年3月8日），益阳安僖王朱贵烰嫡长子，母王妃郑氏。

## 生平
正统七年（1442年）五月赐名，后为益阳国长子。
正统十三年（1448年）四月，朱贵烰薨。七月，朱豪㙨奏其父去世后祿米當停发，希望怜憫自己孤苦，继续赐米。明英宗命每年给米五百石。
景泰三年（1452年）五月，明代宗命魏國公徐承宗、崇信伯費釗為正使，工科左給事中國盛、吏科右給事中潘榮為副使，各自持節冊封朱豪㙨為益陽王。
因朱豪㙨的四伯辽肃王朱贵𤊐请求，十月，朱豪㙨的俸禄改为全禄一千石，米鈔各半。
天顺元年（1457年）六月，因朱豪㙨自陈艰难，明英宗命其一千石岁禄全都为本色。
九月，命陽武侯薛琮、廣平侯袁瑄、右通政劉文、右參議趙昂為正使，給事中陳嘉猷、劉斌、孫敬、何玘為副使，各自持節冊封兵馬副指揮孫祥的女兒為益陽王妃。
天顺二年（1458年）三月，因朱豪㙨所請，給菜戶。
天顺五年（1461年）十一月，因朱豪㙨所請，拓建益陽王府，附近居民十餘家都被遷走，以鈔票補償。
成化五年（1469年）二月，朱豪㙨去世，明宪宗輟朝一日，按制度賜祭葬，諡懿簡。成化九年（1473年）四月，嫡长子朱恩铜袭封。六月，赐王太妃孙氏食米每年一百五十石。

## 评价
- 《弇山堂别集》卷072：温柔賢善，平易不訾。

## 家庭

### 妻妾
- 王妃孫氏

### 子孫
- 嫡長子益陽恭和王朱恩銅
  - 庶長子益陽康恪王朱寵淄
  - 嫡四子鎮國將軍朱寵涯[15]，弘治十三年（1500年）七月賜名[16]
  - 庶五子鎮國將軍朱寵沅，弘治十七年（1504年）七月賜名[17]
    - 第一子朱致楌[15]

  - 第六子鎮國將軍朱寵潼[15]
- 第三子鎮國將軍朱恩鐵，成化四年（1468年）五月賜名[18]
  - 第一子輔國將軍朱寵涷[15]，弘治十年（1497年）四月賜誥命冠服[19]
    - 第一子朱致椱[15]

  - 嫡次子輔國將軍朱寵潩，弘治十年（1497年）八月賜名[20]
    - 第一子朱致杶[15]
    - 第二子朱致柄[15]

  - 嫡三子輔國將軍朱寵泙，弘治十五年（1502年）七月賜名[21]
  - 子朱寵溙[15]
- 第四子鎮國將軍朱恩鍫，成化四年（1468年）五月賜名[18]（嘉靖荊州府志作「恩鍬」）
  - 第一子輔國將軍朱寵漣[15]
  - 嫡三子輔國將軍朱寵灂[15]，弘治六年（1493年）七月賜名[22]
  - 嫡四子輔國將軍朱寵江[15]，弘治十四年（1501年）七月賜名[23]
- 第五子鎮國將軍朱恩鈠[15]
  - 庶長子朱寵？[15]
  - 嫡次子輔國將軍朱寵洸，弘治元年（1488年）四月賜名[24]
    - 第一子朱致檈[15]

  - 庶三子輔國將軍朱寵洐，弘治六年（1493年）八月賜名[25]
  - 第四子輔國將軍朱寵溟，弘治十六年（1503年）七月賜名[26]
  - 第五子輔國將軍朱寵深[15]
    - 第一子輔國將軍朱致棛[15]，萬曆元年（1573年）九月有罪罰祿米三月[27]
- 第六子鎮國將軍朱恩銗[15]
  - 嫡長子輔國將軍朱寵浟，弘治三年（1490年）二月賜名[28]
  - 庶三子輔國將軍朱寵漥[29]，弘治十六年（1503年）七月賜名[26]
    - 第一子朱致𣞒[15]